# کنتا چیدا
کنتا چیدا (انگلیسی: Kenta Chida؛ زادهٔ ۲۲ اوت ۱۹۸۵) شمشیرباز اهل ژاپن است.